# Modła (dopływ Kamiennej)
Modła (zwana potocznie także Częstocką) – struga, prawobrzeżny dopływ Kamiennej. Źródło rzeki znajduje się w okolicach miejscowości Mychów-Kolonia, ujście do Kamiennej w Ostrowcu Świętokrzyskim.
10 czerwca 1996 r. po oberwaniu chmury Modła wylała powodując znaczne straty m.in. w ostrowieckiej dzielnicy Częstocice. Jeszcze poważniejsza w skutkach była powódź z 25-27 lipca 2001 r., kiedy to Modła wraz z drugim dopływem Kamiennej, rzeką Szewnianką, spowodowała zatopienie większej części prawobrzeżnego, dolnego Ostrowca.
23 maja 2007 r. oberwanie chmury spowodowało kolejne wylanie rzeki. Ewakuowani zostali mieszkańcy dwóch bloków. Dzięki akcji pracowników Cukrowni „Częstocice”, którzy ułożyli worki z piachem, udało się uchronić zakład przed zalaniem. Zalanych zostało kilkadziesiąt budynków w mieście. Większych strat udało się uniknąć, dzięki skierowaniu fali powodziowej na tereny zajmowane przez ogródki działkowe.